# Aurox
Aurox era una distribución polaca de GNU/Linux basada en Fedora Core y anteriormente en su antecesora (Red Hat). Desde la versión 11.0, KDE fue el escritorio predefinido. La última versión de Aurox fue la 12.0.
Desde el 30 de octubre de 2006 el proyecto fue suspendido sin dar un anuncio oficial sobre las razones de esta situación. Para ver el texto oficial del sitio, se debe saber polaco, no estando válida en español. La marca Aurox fue vendida el 14 de diciembre de 2006 a la compañía Coba Solutions.
El desarrollo de esta distribución fue renombrado a Jazz Linux.

## Características
Aurox tenía interesantes mejoras respecto a su predecesora. Entre ellas, sus puntos fuertes a destacar eran:
- Mejora en la detección de hardware.
- Mejora en la interacción con el usuario: mayor facilidad de uso, debido en parte a la automatización de tareas mediante scripts creados por los desarrolladores de la distribución y por su activa comunidad de usuarios.
- Compatibilidad total con los paquetes de los repositorios de la distribución base.